# 皇台酒
皇台酒是甘肅武威出产的一系列浓香型白酒和葡萄酒，皇台酒源于1950年代成立的武威凉州曲酒厂，1985年酒厂改为股份制后，产品曾于1990年代风靡一时，并于1995年聘请意大利酒师研发出葡萄酒，将版图扩大。虽白酒和葡萄酒曾在当地广受欢迎，但随后私有化过程中因股东内讧等问题，公司几经易手后产量大减，连续十年亏损，被停牌上市，皇台酒也逐渐淡出市场。2019年盛达集团入主控股公司后，情况方有好转，开始扭亏为盈，皇台酒也复产。